# Gerard Horenbout

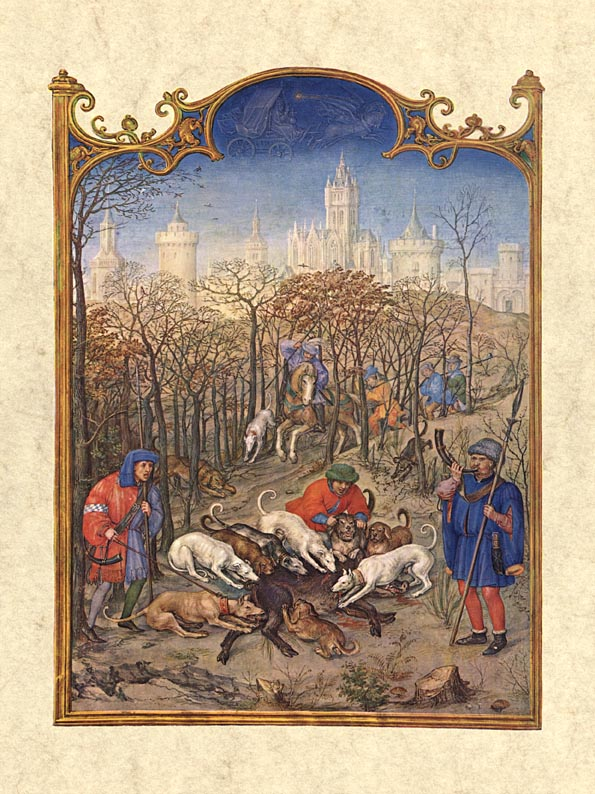
Bréviaire Grimani, le mois de décembre.

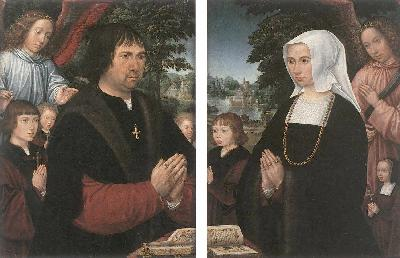
Portraits de Lievin van Pottelsberghe et Lievine de Steelandt. Musée des beaux-arts de Gand.

Gerard Horenbout (vers 1465 – 1541) est un peintre et enlumineur, actif de 1485 à 1526 environ, vivant probablement à Gand ou peut-être à Bruges. C'est l'un des miniaturistes les plus illustres parmi les primitifs flamands. Il est généralement identifié au Maître de Jacques IV d'Écosse, nom de convention de l'auteur du portrait de Jacques IV d'Écosse ornant les Heures de Jacques IV d'Écosse, un livre d'heures conservé à Vienne.
Le « Maître de Jacques IV d'Écosse » est considéré comme le plus éminent enlumineur de la génération ayant vécu entre le Maître viennois de Marie de Bourgogne (actif vers 1460-80) et Simon Bening (1483/1484-1561). Comme le Maître du Livre de prières de Dresde avant lui et Simon Bening après lui, il jouit d’une carrière exceptionnellement longue. Dirigeant un atelier d'artiste, il prend part à l'illustration de manuscrits éminents et fastueux. Un bréviaire à l'usage de Windesheim conservé à Manchester, seul exemple de son style de jeunesse, remonte à 1487. Le calendrier et les portraits du frontispice des Heures Holford, datés de 1526, sont ses dernières miniatures connues. Toutefois peu des manuscrits produits entre ces deux termes peuvent être datés avec précision.

## Biographie
Gerard Horenbout est mentionné pour la première fois en 1487, à son admission à la guilde de Saint-Luc, confrérie des peintres de Gand. Seul peintre parmi les cinq membres qui ont parrainé son adhésion, Lieven de Stoevere (actif vers 1463) a peut-être joué un rôle dans sa formation. À Gand, Horenbout dirige un atelier productif. Outre des tableaux et des enluminures, l'artiste réalise des cartons de tapisseries et de ferronneries ainsi que des cartes et des plans. En 1498 il embauche un compagnon et en 1502, un apprenti enlumineur. Au moins trois de ses enfants ont fréquenté son atelier : Lucas et Suzanne, tous deux devenus peintres, et un autre fils. Vers 1503, il possède dans la « Drabstraat » une maison ornée d'une façade peinte, vraisemblablement de sa main, chose suffisamment remarquable pour être notée. Il est aussi copropriétaire, à Gand, d'un domaine appelé « le Verger », revendu vers 1517.
Entre 1515 et 1522 environ, Gerard Horenbout est peintre à la cour de Marguerite d'Autriche, alors régente des Pays-Bas. En 1521, il rencontre Albrecht Dürer lorsque ce dernier achète un manuscrit exécuté par sa fille Suzanne.
Il séjourne ensuite en Angleterre, où il est mentionné en 1528 accompagné de son fils Lucas Horenbout, peintre renommé établi dans ce pays depuis 1525 au moins, et de sa fille Suzanne, également enlumineur, dont la présence en Angleterre est attestée en 1529 (elle est alors mariée à un John Palmer). D'après Carel van Mander, Gerard Horenbout travaille pour le roi Henri VIII d'Angleterre. On a suggéré que le déplacement des Horenbout à Londres était lié à la tentative du roi - ou peut-être du cardinal Thomas Wolsey - de revivifier l'enluminure anglaise. Cette hypothèse reste controversée. 
Gerard Horenbout retourne en Flandre probablement après 1531. Il meurt à Gand en 1541.
La famille Horenbout compte des enlumineurs, des peintres et des décorateurs actifs à Gand du XVe siècle au XVIIe siècle. Si les archives gantoises mentionnent de nombreux artistes de ce nom, elles n'identifient que peu d'œuvres de leur main.

## Identification
Gerard Horenbout est généralement assimilé au Maître de Jacques IV d'Écosse. Georges Hulin de Loo est le premier expert à proposer cette identification,. Il est suivi par Friedrich Winkler, Robert G. Calkins et d'autres. Seul Bodo Brinkmann est sceptique sur cette identification. Les œuvres de l'un et de l'autre sont encore souvent étudiées séparément sous les deux noms,, Horenbout comme peintre de panneaux et le maître anonyme comme enlumineur.
L'identification, considérée comme « plausible » d'après des concordances de lieu et de dates, s'avère « plus subtile » quant au style. L'une des raisons en est qu'il subsiste peu d'enluminures signées de Horenbout. Les liens stylistiques entre les Heures Sforza, seul manuscrit documenté de Horenbout, et l’œuvre du « Maître de Jacques IV » sont moins évidents mais toujours discernables. Les Heures Sforza présentent des ressemblances avec des enluminures du Maître. Jacob Wisse note une similitude dans la technique picturale, la couleur et le modelé du Maître de l’Adoration des mages de New York et la miniature analogue des Heures Sforza de Horenbout. Par exemple, dans les deux miniatures le bleu de la robe de la Vierge, au modelé identique, contraste avec le vêtement doré du dessus. La tonalité sarcelle (une nuance de bleu-vert pouvant tirer sur l'un ou l'autre), l'une des couleurs favorites du « Maître de Jacques IV », se rencontre plusieurs fois dans les miniatures flamandes des Heures Sforza. Dans le Couronnement de la Vierge, les types faciaux de Dieu le père et du Christ présentent un air de famille avec les membres de la Trinité des Heures de Spinola, bien que la facture soit plus brillante dans la première. De plus, un personnage masculin plutôt âgé, charnu, aux larges mâchoires - figure de base du répertoire du « Maître de Jacques IV » - apparaît dans le Crucifiement de Saint André des Heures Sforza. Enfin, dans la Vierge et l'Enfant avec des Anges musiciens du même manuscrit, le trône couvert et arrondi ressemble beaucoup à celui de la sainte Anne du Triptyque Poortakker, l'une des premières peintures dans le style du « Maître de Jacques IV », signée Gerardus.

## Éléments stylistiques
Les miniatures du Maître se distinguent stylistiquement par leurs groupes de figures robustes et non idéalisées, placés dans des paysages colorés ou des intérieurs riches de détails. Elles révèlent un goût marqué pour la peinture narrative et l'utilisation fréquente de représentations bibliques rares. Conçues pour illustrer les calendriers, ses scènes de la vie quotidienne sont considérées comme particulièrement vivantes. Surtout, il procède à des mises en scène à l'intérieur d'une page. En employant divers éléments qui créent des illusions, il estompe souvent la ligne séparant la miniature centrale de son encadrement et utilise les deux champs spatiaux pour faire progresser la narration de ses scènes.

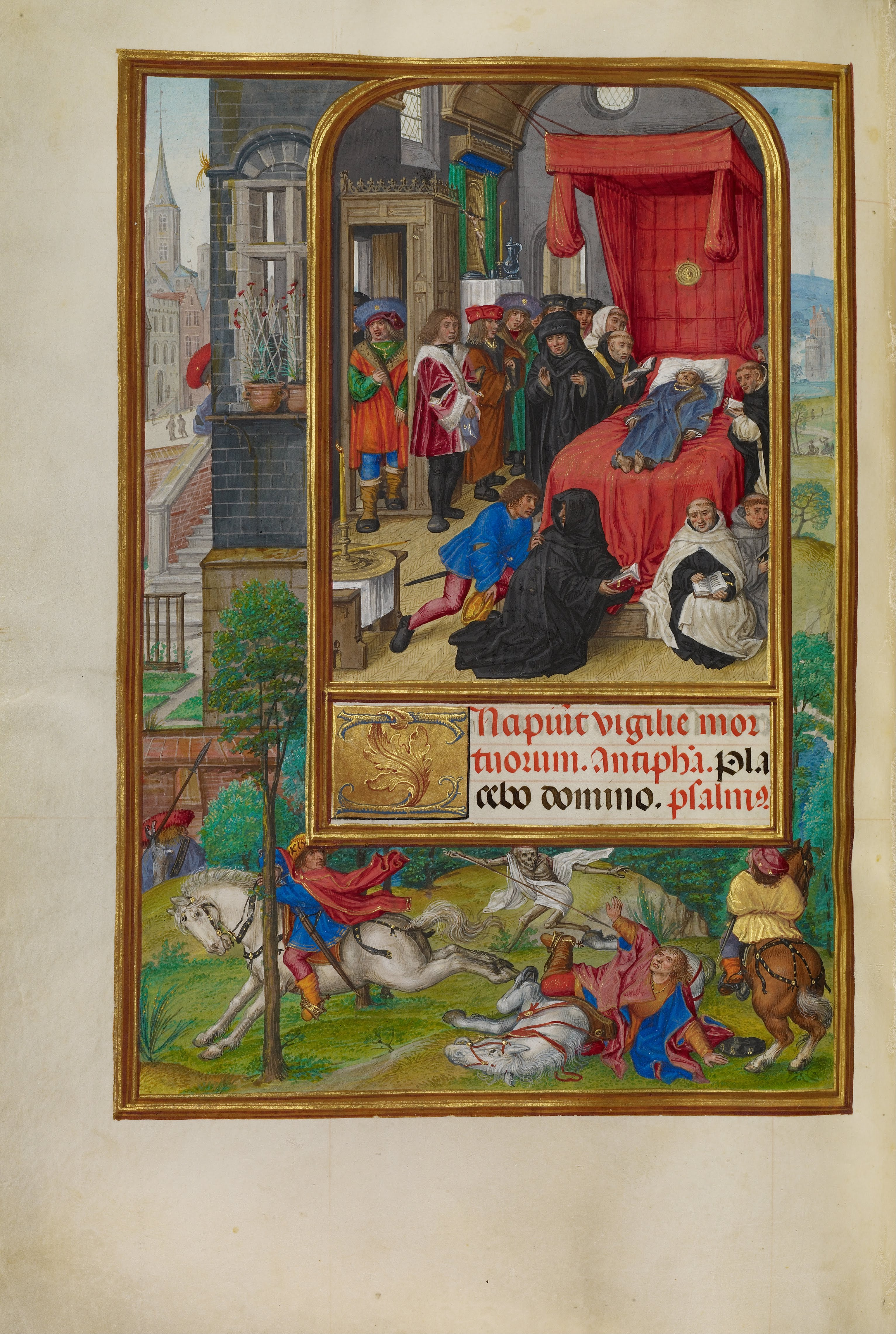
Heures de Spinola, Scène de mort (folio 184v).

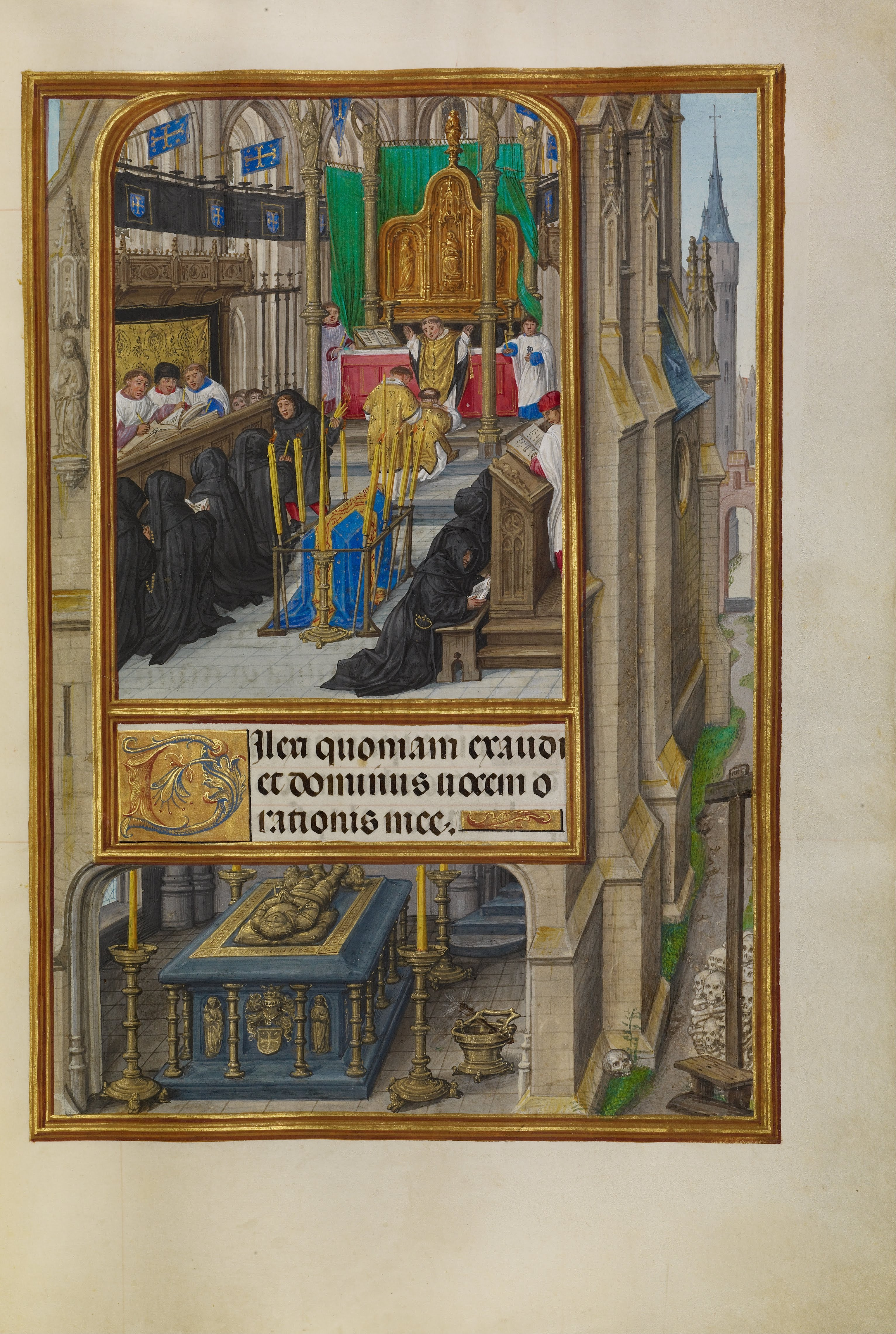
Heures de Spinola, Office de mort (folio 185r).

Cette conception emblématique du Maître, qui provoque l'illusion d'un passage de l'extérieur vers l'intérieur, se retrouve fréquemment dans ses œuvres, notamment dans les Heures de Spinola. Il y utilise, avec de nombreuses variations, ce traitement particulier des miniatures centrales et de leur bordure pour surprendre et ravir le spectateur sans pour autant sacrifier la rigueur narrative. Les folios 184 verso et 185 recto des Heures de Spinola, qui se font face lorsque le manuscrit est ouvert, sont composés de manière identique. Réduit à trois courtes lignes, le texte laisse toute leur place aux images. Les miniatures montrent des bâtiments - à gauche une demeure bourgeoise, à droite une église - tous deux situés dans un cadre urbain traité en grisaille, composé de maisons, de tourelles et d'escaliers, d'où la vue s'échappe sur un verdoyant paysage champêtre. La partie centrale renferme la scène principale, à l'encadrement supérieur arrondi. Elle montre à chaque fois l'intérieur du bâtiment, comme si une coupe transversale en avait été effectuée. La narration tire avantage de cette séparation. Dans la miniature de gauche, le mort est entouré d'un grand nombre de personnes. À gauche, un homme entre par une porte qui se prolonge, à l'extérieur du cadre central, par un retour du bâtiment et un escalier que vient de gravir un petit personnage vêtu de rouge. Dans la partie inférieure, une scène violente, inspirée du Dit des trois morts et des trois vifs, représente trois cavaliers dont l'un, effrayé par un squelette qui brandit vers lui une longue flèche, chute de cheval, allusion possible aux circonstances du décès.
La miniature opposée reprend le même découpage stylistique. Cette-fois ci, l'intérieur de l'église montre l'office funèbre avec le cercueil au centre, de nombreux officiants et des drapeaux bleus aux croix blanches accrochés aux voûtes. Sous l'image centrale s'ouvre la crypte, où un sarcophage accueillera le corps du défunt. Au bord inférieur droit, l'amoncellement de têtes de mort et la croix indiquent un cimetière. Dans les deux images, le Maître utilise à des fins narratives les vues intérieures et extérieures de ses bâtiments. Même s'il n'est probablement pas l'inventeur de ce type de bordures, il en pousse le concept jusqu'à ses limites pour obtenir des résultats complexes mais remarquablement esthétiques.

## Œuvres
Les œuvres de Horenbout sont fréquemment attribuées au « Maître de Jacques IV d'Écosse ». Vu leur nombre et leur taille, ce sont des manuscrits souvent enluminés par plusieurs artistes ou ateliers. 

### Miniatures et enluminures

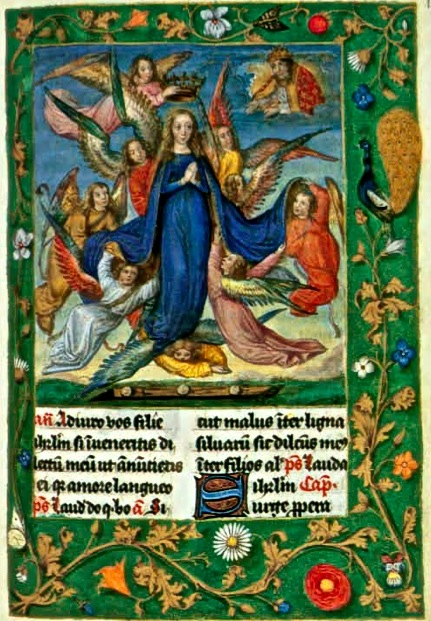
Bréviaire à l'usage de Windesheim, Assomption de Marie.

- Bréviaire à l'usage de Windesheim (vers 1487), John Rylands Library, Manchester, Ms. 39.

Probablement exécuté à Gand il comporte 265 feuilles de taille plutôt petite (le texte est de 179 × 120 mm, avec douze miniatures dans des pages à deux colonnes, et dix-huit miniatures dans des pages à une colonne. Le bréviaire contient notamment une Assomption de la Vierge où des anges portent la Vierge au-dessus de sa tombe ornée de trois hosties eucharistiques,,,.
- Bréviaire de Carondelet (vers 1490), en collaboration avec le Maître de la Bible de Lübeck et l'atelier d'Alexander Bening, Bibliothèque d'État de Berlin, Ms. Theol.Lat.Fol. 285[21].
- Bréviaire d'Isabelle la Catholique (avant 1497), Londres, British Library, Add. Ms. 18851[22].
- Bréviaire d'Éléonore du Portugal (vers 1500), New York, Morgan Library, Ms M 52.
- Livre d'heures à l'usage de Rome (vers 1500), dites les Heures du Vatican, Bibliothèque apostolique vaticane, Vat.Lat. 3770.
- Heures de Jeanne Ire de Castille (ou Heures Rothschild de Londres, vers 1500), British Library, Add. Ms. 35313.
- Heures de Jacques IV d'Écosse (entre 1502 et 1503), Vienne, Österreichischen Nationalbibliothek, Codex 1897[23],[24];
- Heures de Spinola (vers 1510-1520), en collaboration avec Alexander Bening, le Maître du Livre de prières de Dresde, le Maître de la Bible de Lübeck et le Maître des Livres de prières vers 1500, J.Paul Getty Museum, Los Angeles[25].
- Heures Sforza (entre 1517 et 1520), exécutées pour Marguerite d'Autriche, Londres, British Library, Ms. Add. 34294[26].
- Livre de prières de Rothschild (vers 1510-1520), en collaboration avec Gérard David, Alexander et Simon Bening, et le Maître des Livres de prières vers 1500, collection particulière.
- Bréviaire Grimani (avant 1520), Venise, Bibl Naz. Marciana, lat. I, 99[27].
- deux miniatures séparées au musée The Cloisters[28].

### Tableaux
- Portraits de Lieven Van Pottelsberghe et Livina Van Steelant (vers 1525), Gand, Musée des Beaux-Arts[29].
- La base de données du Centre d'étude des Primitifs Flamands (Bruxelles) mentionne également :
  - Saint Lieven, au Suermondt-Ludwig-Museum.
  - Famille de sainte Anne ou Triptyque Poortakker, un triptyque du même nom à l'attribution incertaine, au Musée des beaux-arts de Gand.